# Hièrocles d'Alexandria
Hièrocles d'Alexandria (grec antic: Ἱεροκλῆς, llatí: Hierocles) fou un filòsof neoplatònic grec de mitjan segle v.
Es considera, generalment, l'autor d'un comentari sobre els versos àurics de Pitàgores, que es conserva, i en què intenta explicar la filosofia pitagòrica. També va escriure una llarga obra titulada Περὶ προνόας καὶ εἱμαρμένης καὶ τοῦ ἐφ᾽ ἡμῖν πρὸς τὴν Δείαν ἡγεμονίαν συντάξεως, en set llibres. Finalment, va escriure una tercera obra de naturalesa ètica, uns fragments de la qual esmenta Estobeu, i que probablement portava per títol Τὰ φιλοσοφούμενα.
Teosebi, deixeble de Hièrocles, va publicar més tard un comentari sobre el diàleg Gòrgies de Plató, basat en notes preses en les lliçons del mestre.